# Publi Pinari Mamercí Rufus
Publi Pinari Mamercí Rufus (llatí: Publius Pinarius Mamercinus Rufus) va ser un magistrat romà del segle v aC. Formava part de la gens Pinària i de la família dels Mamercí, la branca més antiga d'aquesta gens.
Va ser elegit cònsol romà l'any 489 aC amb Gai Juli Jul I. Durant el seu consolat va començar la guerra entre els romans i els volscs en la que va participar Coriolà. L'any següent va ser enviat en ambaixada pel senat per mirar d'aconseguir la pau amb Coriolà.